# Station Trzciana
Station Trzciana is een spoorwegstation in de Poolse plaats Trzciana.